# 哈韦尔-哈基米算法
哈韦尔-哈基米算法是一种图论算法，由Havel (1955)与Hakimi (1962)先后发表，解决了可简单图化问题。这个问题是指给定一串有限多个非负整数组成的序列，是否存在一个简单图使得其度数列恰为这个序列。我们称满足条件的序列为可简单图化的。如果一个序列可简单图化，这个算法能够构造一个特解；否则算法指出序列不可简单图化。该算法是一个递归算法。

## 算法
哈韦尔-哈基米算法基于以下定理。
令{\displaystyle S=(d_{1},\dots ,d_{n})}为有限多个非负整数组成的非递增序列。{\displaystyle S}可简单图化当且仅当有穷序列{\displaystyle S'=(d_{2}-1,d_{3}-1,\dots ,d_{d_{1}+1}-1,d_{d_{1}+2},\dots ,d_{n})}只含有非负整数且是可简单图化的。
如果给定的序列 {\displaystyle S} 是可简单图化的，那么算法最多运行{\displaystyle n-1}次赋值{\displaystyle S:=S'}。注意每次赋值后可能需要重新对序列排序。当{\displaystyle S'}全部为零时，算法停止。在每一步中，如果序列可简单图化，就从{\displaystyle v_{1}}向{\displaystyle v_{2},\cdots ,v_{n}}各引出一条边，即{\displaystyle \{v_{1},v_{2}\},\{v_{1},v_{3}\},\cdots ,\{v_{1},v_{d_{1}+1}\}}，然后令{\displaystyle S}约化为{\displaystyle S'}。如果在任何一步中，序列{\displaystyle S}无法约化为非负整数序列{\displaystyle S'}，算法就给出最开始的{\displaystyle S}不可简单图化的结论。